# Paterna del Campo
Paterna del Campo – gmina w Hiszpanii, w prowincji Huelva, w Andaluzji, o powierzchni 132,44 km². W 2011 roku gmina liczyła 3611 mieszkańców.